# جيمي لندن (مغن مؤلف)
جيمي لندن (بالإنجليزية: Jimmy London)‏ هو مغن مؤلف جامايكي، ولد في 30 نوفمبر 1949 في أبرشية سانت كاترين في جامايكا.

## وصلات خارجية
- جيمي لندن على موقع ميوزك برينز (الإنجليزية)
- جيمي لندن على موقع ديسكوغز (الإنجليزية)